# جيف كوكي (لاعب اتحاد الرغبي)
جيف كوكي (بالإنجليزية: Geoff Cooke)‏ هو لاعب اتحاد الرغبي بريطاني، ولد في 11 يونيو 1941.